# Líšno
Líšno je vesnice v okrese Benešov, je součástí obce Bystřice. Nachází se asi 1,4 km na východ od Bystřice. Vesnicí protéká Líšenský potok a prochází zde silnice II/111. Je zde evidováno 111 adres. V katastrálním území Líšno leží i část obce Mokrá Lhota.

## Historie
První písemná zmínka o vesnici pochází z roku 1378.

## Pamětihodnosti
- Zámek Líšno

## Rodáci a osobnosti
- Ludvík Herzl, malíř a sochař
- Čeněk Daněk, vynálezce a zakladatel ČKD
- Stanislav Čeček, československý generál, legionář

## Galerie

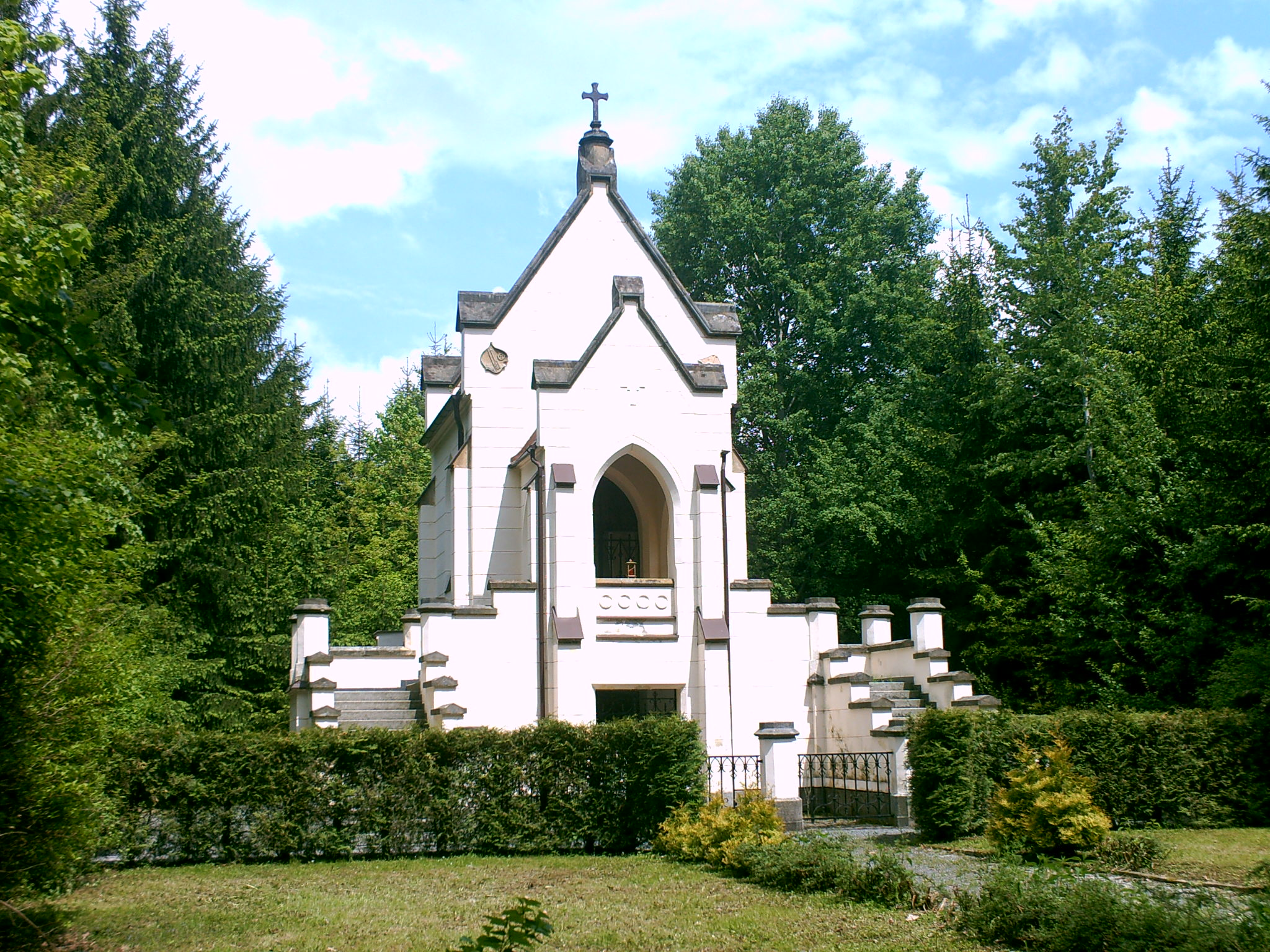
Hrobka Čeňka Daňka u hájovny Louže
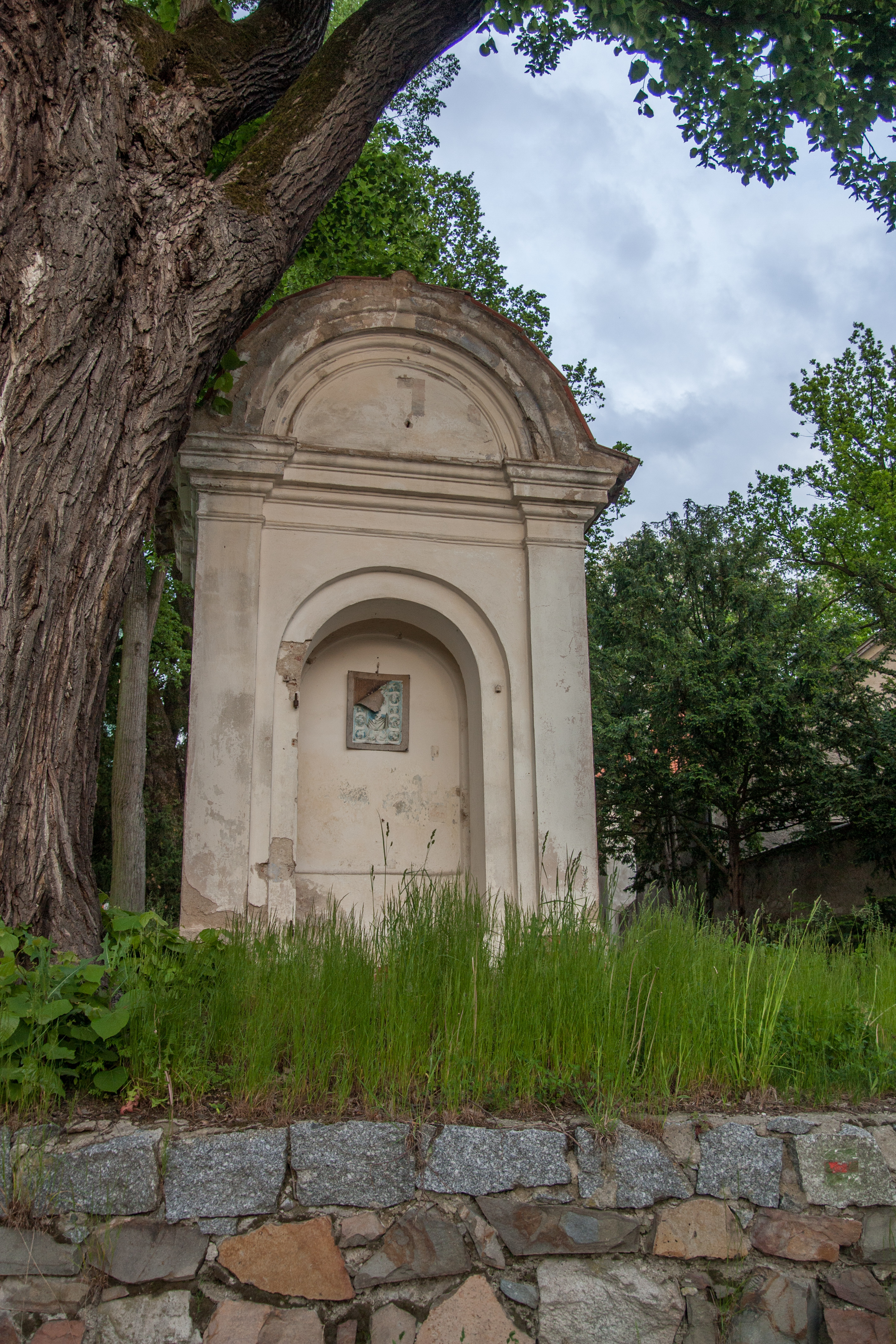
Výklenková kaple u zámku (2019)
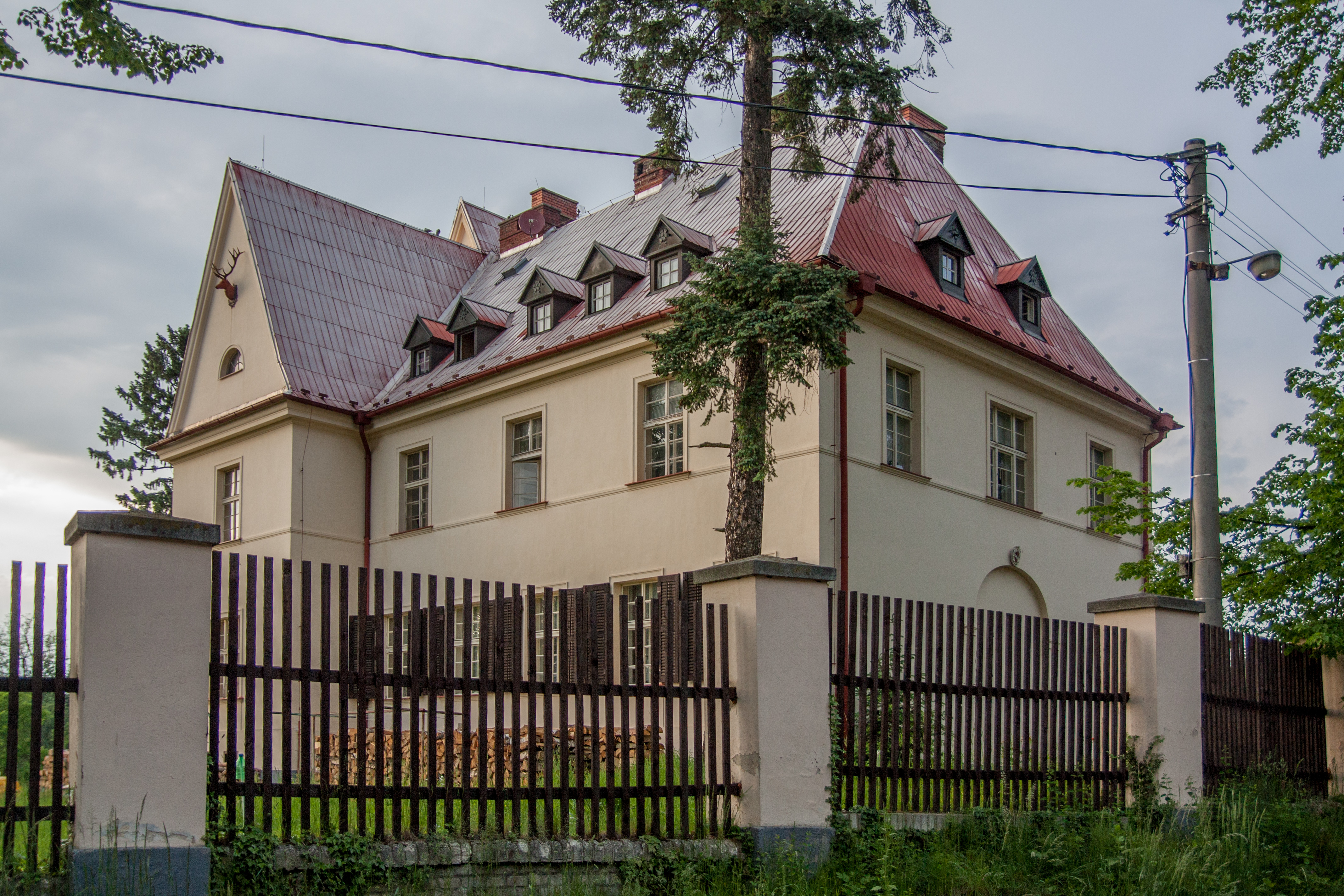
Sanatorium (2019)
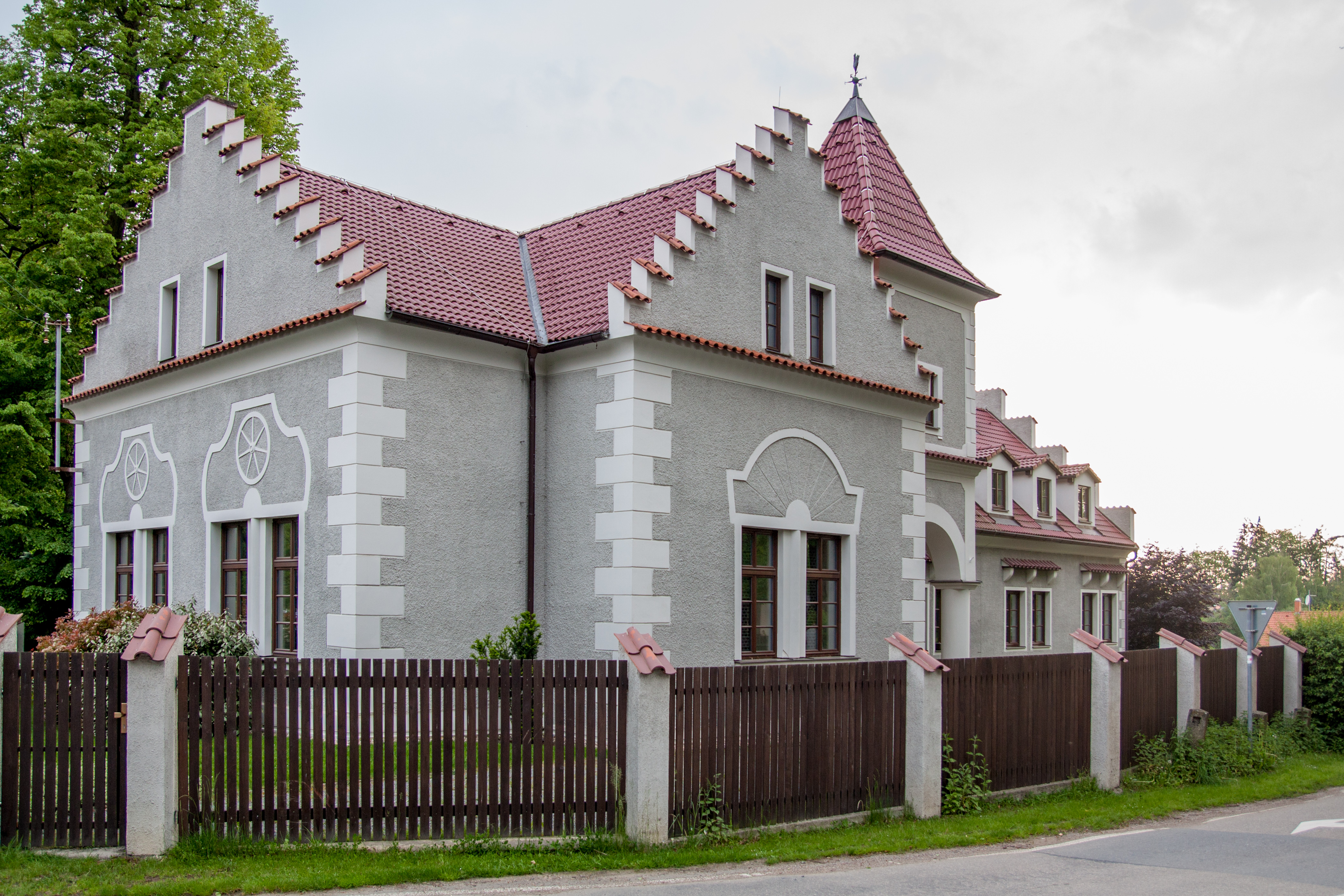
Vila (2019)
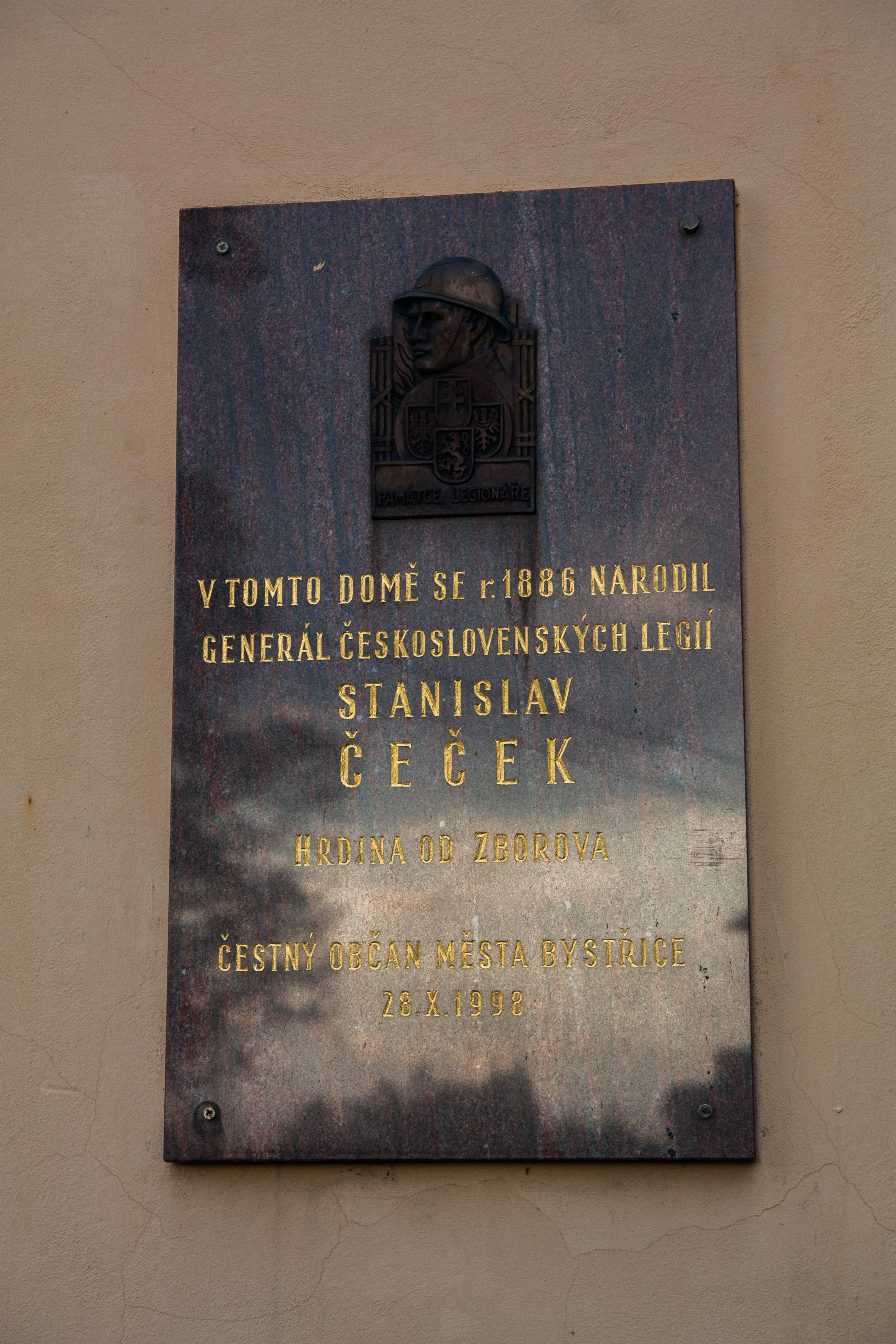
Pamětní deska (2019)